# Hotel (film)
 For alternative betydninger, se Hotel (flertydig). (Se også artikler, som begynder med Hotel)
Hotel er en dansk kortfilm fra 2011 instrueret af Nanna Tange.

## Handling
Denne artikel mangler et handlingsreferat. Hjælp os med at skrive det.

## Medvirkende
- Therese Damsgaard
- Toke Græsborg
- Biljana Stojkoska